# Leptoclinides novaezelandiae
Leptoclinides novaezelandiae är en sjöpungsart som beskrevs av Brewin 1958. Leptoclinides novaezelandiae ingår i släktet Leptoclinides och familjen Didemnidae. Inga underarter finns listade i Catalogue of Life.